# Asphalt 6: Adrenaline
Asphalt 6: Adrenaline (2010) é um jogo eletrônico de corrida, desenvolvido e lançada pela Gameloft como parte da série Asphalt. Foi lançado para iOS em 21 de dezembro de 2010; para MacOS X em 17 de fevereiro de 2011; para Android em 15 de junho; para Symbia^3 em 20 de julho; para Telefone celular em 31 de agosto; para webOS em 3 de setembro; para BlackBerry PlayBook em 12 de outubro; e para Bada 2.0 em 10 de janeiro de 2012.

## Locais incluídos
- Nova Iorque (Estados Unidos)
- Bahamas
- Chamonix-Mont-Blanc (França)
- Monte Carlo (Mônaco)
- Cidade do Cabo (África do Sul)
- Tóquio (Japão)